# روبرت جي. شيلي
روبرت جي. شيلي هو سياسي أمريكي، ولد في 27 يوليو 1941 في نيويورك في الولايات المتحدة. نشط حزبياً في الحزب الجمهوري. وقد انتخب عضو مجلس نواب فلوريدا ‏.